# 스콧 프록터
스콧 크리스토퍼 프록터(영어: Scott Christopher Proctor, 1977년 1월 2일 ~ )는 전 메이저 리그 볼티모어 오리올스의 투수이다.

## 메이저 리그 선수 시절
1995년 17라운드로 뉴욕 메츠에 지명되었으나, 입단을 거부하고 플로리다주립대학교(Florida State Uniersity)에 진학한다. 이후 1998년 5라운드로 로스앤젤레스 다저스에 입단한다. 2003년 7월 31일 버버 크로스비를 상대로 트레이드되어 뉴욕 양키스로 이적했다. 2006년 28홀드 기록을 세웠다.
2011년 시즌 이후 FA 자격을 획득하였다.

## 한국 프로 야구 시절
2012 시즌 두산 베어스가 계약금 5만 달러, 연봉 25만 달러에 계약해 대한민국 무대를 밟게 되었다. 김진욱 감독의 전력 구상에 따라 마무리 보직을 맡았다. 시즌 초반 엄청난 위력을 보여 주었으나 여름이 오면서 구위가 점점 떨어진 모습을 보여 주자를 루상에 내보내는 일이 많아졌다. 2012년 6월 12일 롯데 자이언츠전에서 11회 말에 마무리로 등판하였으나 한국야구에서 첫 블론세이브를 기록하고, 12회 말에는 조성환에게 밀어내기 볼넷을 주며 한국야구 첫 패전투수가 된다. 그 해 55.1이닝을 던져 4승 4패 35세이브, ERA 1.79를 기록했고, 블론 세이브는 7개 기록했다.
2012년 12월 26일 두산 베어스는 선발 투수 보강을 위해 프록터와 재계약하지 않기로 했다.
이후 미국으로 돌아가 샌프란시스코 자이언츠와 마이너 계약을 맺고 재기를 노렸지만, 시범 경기에서 13이닝 동안 ERA 4.15를 기록한 뒤 볼티모어 오리올스에 현금 트레이드되었다. 그러나 볼티모어 산하 트리플 A 팀인 노포크에서 중간계투로 등판하였지만 7.1이닝 1세이브, 평균자책 8.59에 그쳐 2013년 4월 28일에 방출당했고, 현역에서 은퇴하였다.